# Bernhard Zauner
Bernhard Zauner (ur. 9 stycznia 1965) – austriacki skoczek narciarski, brązowy medalista mistrzostw świata juniorów w Murau.

## Mistrzostwa świata juniorów
- Indywidualnie
  - 1982 Murau (AUT) – brązowy medal

## Puchar Świata

### Miejsca w poszczególnych konkursach Pucharu Świata
| Źródło                                                   | Źródło      | Źródło                 | Źródło      | Źródło        | Źródło                 | Źródło                 | Źródło        | Źródło            | Źródło       | Źródło      | Źródło       | Źródło         | Źródło    | Źródło    | Źródło    | Źródło       | Źródło       | Źródło              | Źródło              | Źródło              | Źródło  | Źródło | Źródło  | Źródło  | Źródło | Źródło | Źródło | Źródło | Źródło | Źródło | Źródło | Źródło | Źródło | Źródło | Źródło | Źródło | Źródło | Źródło | Źródło | Źródło | Źródło | Źródło | Źródło | Źródło | Źródło | Źródło | Źródło | Źródło | Źródło |
| -------------------------------------------------------- | ----------- | ---------------------- | ----------- | ------------- | ---------------------- | ---------------------- | ------------- | ----------------- | ------------ | ----------- | ------------ | -------------- | --------- | --------- | --------- | ------------ | ------------ | ------------------- | ------------------- | ------------------- | ------- | ------ | ------- | ------- | ------ | ------ | ------ | ------ | ------ | ------ | ------ | ------ | ------ | ------ | ------ | ------ | ------ | ------ | ------ | ------ | ------ | ------ | ------ | ------ | ------ | ------ | ------ | ------ | ------ |
| Sezon 1981/1982                                          |             |                        |             |               |                        |                        |               |                   |              |             |              |                |           |           |           |              |              |                     |                     |                     |         |        |         |         |        |        |        |        |        |        |        |        |        |        |        |        |        |        |        |        |        |        |        |        |        |        |        |        |        |
| Cortina d'Ampezzo                                        | Oberstdorf  | Garmisch-Partenkirchen | Innsbruck   | Bischofshofen | Sapporo                | Sapporo                | Thunder Bay   | Thunder Bay       | Sankt Moritz | Engelberg   | MŚ – Oslo    | MŚ – Oslo      | Lahti     | Lahti     | Tauplitz  | Tauplitz     | Tauplitz     | Szczyrbskie Jezioro | Szczyrbskie Jezioro | Planica             | Planica | punkty | punkty  | punkty  | punkty | punkty | punkty | punkty | punkty | punkty | punkty | punkty | punkty | punkty | punkty | punkty | punkty | punkty | punkty | punkty |        |        |        |        |        |        |        |        |        |
| -                                                        | -           | -                      | 78          | 73            | -                      | -                      | -             | -                 | -            | -           | -            | -              | -         | -         | -         | -            | -            | -                   | -                   | -                   | -       | 0      | 0       | 0       | 0      | 0      | 0      | 0      | 0      | 0      | 0      | 0      | 0      | 0      | 0      | 0      | 0      | 0      | 0      | 0      |        |        |        |        |        |        |        |        |        |
| Sezon 1982/1983                                          |             |                        |             |               |                        |                        |               |                   |              |             |              |                |           |           |           |              |              |                     |                     |                     |         |        |         |         |        |        |        |        |        |        |        |        |        |        |        |        |        |        |        |        |        |        |        |        |        |        |        |        |        |
| Cortina d'Ampezzo                                        | Oberstdorf  | Garmisch-Partenkirchen | Innsbruck   | Bischofshofen | Harrachov              | Harrachov              | Lake Placid   | Lake Placid       | Thunder Bay  | Thunder Bay | Sankt Moritz | Gstaad         | Engelberg | Vikersund | Vikersund | Vikersund    | Falun        | Falun               | Lahti               | Lahti               | Bærum   | Oslo   | Planica | Planica | punkty | punkty | punkty | punkty | punkty | punkty | punkty | punkty | punkty | punkty | punkty | punkty | punkty | punkty | punkty | punkty | punkty | punkty | punkty |        |        |        |        |        |        |
| -                                                        | -           | -                      | 46          | 56            | -                      | -                      | -             | -                 | -            | -           | -            | -              | -         | -         | -         | -            | -            | -                   | -                   | -                   | -       | -      | -       | -       | 0      | 0      | 0      | 0      | 0      | 0      | 0      | 0      | 0      | 0      | 0      | 0      | 0      | 0      | 0      | 0      | 0      | 0      | 0      |        |        |        |        |        |        |
| Sezon 1984/1985                                          |             |                        |             |               |                        |                        |               |                   |              |             |              |                |           |           |           |              |              |                     |                     |                     |         |        |         |         |        |        |        |        |        |        |        |        |        |        |        |        |        |        |        |        |        |        |        |        |        |        |        |        |        |
| Thunder Bay                                              | Thunder Bay | Lake Placid            | Lake Placid | Oberstdorf    | Garmisch-Partenkirchen | Innsbruck              | Bischofshofen | Cortina d'Ampezzo | Sapporo      | Sapporo     | Sankt Moritz | Engelberg      | Harrachov | Lahti     | Lahti     | Örnsköldsvik | Falun        | Oslo                | Szczyrbskie Jezioro | Szczyrbskie Jezioro | punkty  | punkty | punkty  | punkty  | punkty | punkty | punkty | punkty | punkty | punkty | punkty | punkty | punkty | punkty | punkty | punkty | punkty | punkty | punkty |        |        |        |        |        |        |        |        |        |        |
| -                                                        | -           | -                      | -           | -             | -                      | 74                     | 86            | -                 | -            | -           | -            | -              | -         | -         | -         | -            | -            | -                   | -                   | -                   | 0       | 0      | 0       | 0       | 0      | 0      | 0      | 0      | 0      | 0      | 0      | 0      | 0      | 0      | 0      | 0      | 0      | 0      | 0      |        |        |        |        |        |        |        |        |        |        |
| Sezon 1985/1986                                          |             |                        |             |               |                        |                        |               |                   |              |             |              |                |           |           |           |              |              |                     |                     |                     |         |        |         |         |        |        |        |        |        |        |        |        |        |        |        |        |        |        |        |        |        |        |        |        |        |        |        |        |        |
| Thunder Bay                                              | Thunder Bay | Lake Placid            | Lake Placid | Chamonix      | Oberstdorf             | Garmisch-Partenkirchen | Innsbruck     | Bischofshofen     | Harrachov    | Liberec     | Klingenthal  | Oberwiesenthal | Sapporo   | Sapporo   | Vikersund | Vikersund    | Sankt Moritz | Gstaad              | Engelberg           | Lahti               | Lahti   | Oslo   | Planica | Planica | punkty | punkty | punkty | punkty | punkty | punkty | punkty | punkty | punkty | punkty | punkty | punkty | punkty | punkty | punkty | punkty | punkty | punkty | punkty |        |        |        |        |        |        |
| -                                                        | -           | -                      | -           | -             | -                      | -                      | -             | 91                | -            | -           | -            | -              | -         | -         | -         | -            | -            | -                   | -                   | -                   | -       | -      | -       | -       | 0      | 0      | 0      | 0      | 0      | 0      | 0      | 0      | 0      | 0      | 0      | 0      | 0      | 0      | 0      | 0      | 0      | 0      | 0      |        |        |        |        |        |        |
| Legenda                                                  |             |                        |             |               |                        |                        |               |                   |              |             |              |                |           |           |           |              |              |                     |                     |                     |         |        |         |         |        |        |        |        |        |        |        |        |        |        |        |        |        |        |        |        |        |        |        |        |        |        |        |        |        |
| 1 2 3 4-10 11-15 poniżej 15 - – zawodnik nie wystartował |             |                        |             |               |                        |                        |               |                   |              |             |              |                |           |           |           |              |              |                     |                     |                     |         |        |         |         |        |        |        |        |        |        |        |        |        |        |        |        |        |        |        |        |        |        |        |        |        |        |        |        |        |